# Fußball-Club Wacker München e.V.
Fußball-Club Wacker München e.V. é uma agremiação alemã, fundada a 1 de dezembro de 1907, sediada em Munique, na Baviera.
No seu auge, na década de 1920, os blue-stars por duas vezes chegaram à semifinal do Campeonato Alemão. Após a Segunda Guerra Mundial, o clube passou um ano na primeira divisão, mas ao longo de sua trajetória permaneceu mais tempo na terceira divisão, então o mais alto nível amador no país. Após o seu declínio e falência, na década de 1990, a associação foi reformada e desde então tem desempenhado seu papel nas divisões inferiores. Wacker significa corajoso em alemão.

## História
O clube foi formado em 1903 como FC Isaria München no bairro de Laim e mais tarde jogou como FC Wittelsbach e FC München-Laim. Em 1908, juntou-se ao Radsportclub Monachia, se denominando Fußball-Abteilung Wacker 1903 des SC Monachia. 
No início da temporada 1913-1914, o departamento de futebol se juntou ao clube de ginástica Turnerschaft 1886 München e passou a ser chamado Fußballabteilung Turnerschaft Wacker 1886 München. Em 1917, todavia, a união foi dissolvida e o clube se estabeleceu de forma independente como FC Wacker.
A primeira estrela da equipe foi o goleiro austríaco Karl Pekarna que atuou pelo Wacker em 1908 e 1909. Ele foi nomeado "goleiro do ano", em 1905, atuando na Escócia pelo Rangers FC. Durante esses primeiros anos o clube participou da primeira divisão, especificamente na Fußball Süddeutscher Verband, a Liga Sul Alemã. Ao conquistar o título, em 1922, o Wacker por duas vezes participou do campeonato nacional, avançando à semifinal, em 1922, sendo derrotado e eliminado por 4 a 0 pelo Hamburger SV. Novamente o time avançou para a semifinal, em 1928, dessa vez ao perder por 2 a 1 para o Hertha Berlin. O êxito está associado a Alfréd Schaffer, uma das grandes estrelas do time. Ele foi artilheiro da Europa em 1918 e 1919 quando jogava pelo MTK Budapest. É considerado o primeiro jogador profissional no continente. Jogou pelo Wacker, em 1921 e 1922, antes de servir como treinador da equipe no final da década.
Após a reorganização do futebol alemão com a criação de dezesseis divisões de nível máximo sob a égide do Terceiro Reich, em 1933, o Wacker se qualificou para a Gauliga Bayern e nessa divisão permaneceu até ser rebaixado em 1938. O time retornou ao futebol da primeira divisão, em 1940, permanecendo até 1945. 
No entanto, os Blues Stars nunca foram sérios candidatos ao título da divisão. Após a Segunda Guerra Mundial, a equipe passou a atuar na Landesliga Bayern (II), ganhando o acesso à Oberliga Süd, em 1947, apenas para ser imediatamente relegado. Em 1950, se classificou para a nova segunda divisão, a Oberliga Süd, permanecendo por duas temporadas. O time retornaria ainda para uma terceira temporada em 1953. 
Até 1980, o Wacker foi, em sua maior parte, uma equipe da terceira divisão, fazendo aparições na Regionalliga Süd (II), em 1964-1965, 1970-1971 e 1972-1973. O clube voltaria à Regionalliga novamente, em 1975, mas recusou a promoção por razões financeiras. 
Em 1980, o time caiu para o quarto nível, a Landesliga Bayern, permanecendo até 2004, quando veio a sofrer falência por conta de uma gestão fraudulenta. Após uma reestruturação, o clube voltou às suas atividades, mas nos níveis mais baixos, X e XI, do futebol alemão.

## Títulos
- Semifinal do Campeonato Alemão: (2) 1922, 1928;
- Southern German championship Campeão: 1922;
- Kreisliga Südbayern (I) Campeão: (2) 1921, 1922;
- Amateurliga Bayern (II-III) Campeão: (6) 1946, 1958 (sul), 1964, 1970, 1972, 1976;
- Vice-campeão: (4) 1953, 1963 (sul), 1968, 1974;
- Landesliga Bayern-Süd (IV) Campeão: (2) 1982, 1987;
- Vice-campeão: 1986;
- 2° Amateurliga Bayern B (IV) Campeão: 1962;
- A-Klasse 4 (X-XI) Campeão: (2) 2006, 2010;

## Cronologia recente
A recente performance do clube:
| Temporada | Divisão              | Módulo | Posição |
| 2003-04   | A-Klasse 5 Feldhofer | X      | 3°      |
| 2004-05   | A-Klasse 5 Moossmann | X      | 4°      |
| 2005-06   | A Klasse 5 Moossmann | X      | 1° ↑    |
| 2006-07   | Kreisklasse 4 Wagner | IX     | 10°     |
| 2007-08   | Kreisklasse 4 Wagner | IX     | 9°      |
| 2008–09   | Kreisklasse 3 Wagner | X      | 13° ↓   |
| 2009–10   | A-Klasse 4 Wagner    | XI     | 1° ↑    |
| 2010–11   | Kreisklasse 5 Müller | X      | 8°      |
| 2011–12   | Kreisklasse 5 Müller | X      | 5°      |